# 欺诈游戏 (泰国电视剧)
《欺诈游戏》（羅馬化：Game Gohng Game；符号化为“TH3 SC4MMER GAME5”）是由BEC STUDIOS制作，演员素帕莎·他那差（Kao）以及坤纳荣·帕拉德乐（Krating）领衔主演的泰国犯罪爱情喜剧，预计2023年11月在Amazon Prime Video率先播出。

## 剧情简介
剧集主要讲述了8名骗子必须共同合作组织一个非法商业骗局，计划通过泰国历史上最大的抢劫案来摧毁该国最大的犯罪集团。

## 演员阵容
- 坤纳荣·帕拉德乐
- 素帕莎·他那差
- 纳帕·维凯伦罗
- Tanawat Cheawaram（Ballchon）
- Kawinrath Yotamornsunthorn（Yuan）
- Pornnapa Thepthinnakorn（Sui）
- Kirk Schiller
- 帕拉布·尤他毕查
- 坎丽亚·尼尔霍斯